# Ордановський Юрій Іванович
Ордановський Юрій Іванович (10 листопада 1887, село Римарівка, Гадяцький повіт, Полтавська губернія, Російська імперія — ?, Канада (?)) — підполковник Армії УНР.

## Біографія
Походив з почесних громадян міста Прасниш. Народився у селі Римарівка Гадяцького повіту Полтавської губернії. 
Закінчив Суворівський кадетський корпус, Тверське кавалерійське училище (у 1910 році), вийшов корнетом до 12-го уланського Білгородського полку (місто Меджибіж), у складі якого брав участь у Першій світовій війні. Останнє звання у російській армії — штабс-ротмістр.
Восени 1917 року став одним з ініціаторів українізації 12-го уланського полку та перейменування його на 7-й кінно-козачий ім Б. Хмельницького військ Центральної Ради. 
З 1919 року — старшина 2-го Залізнично-Технічного полку Дієвої Армії УНР. У 1920 році — викладач Камянецької спільної юнацької школи. 
Станом на 29 липня 1920 року — уповноважений з відправки поповнень до Армії УНР з табору Ланцут. З 29 квітня 1921 року — т. в. о. командира 2-ї бригади Окремої кінної дивізії Армії УНР.
З 1926 року служив контрактовим офіцером у польській армії у складі 3-го полку шеволежерів у Сувалках, 1-го полку шеволежерів у Варшаві та 5-го кінно-єгерського полку у Тарнові. Останнє звання у польській армії — майор.
З 1950 року жив в еміграції у Канаді.